# Thonnance-lès-Joinville
Thonnance-lès-Joinville ist eine französische Gemeinde mit 703 Einwohnern (Stand 1. Januar 2022) im Département Haute-Marne in der Region Grand Est; sie gehört zum Arrondissement Saint-Dizier und zum Gemeindeverband Bassin de Joinville en Champagne. Die Bewohner nennen sich Thonnançais/Thonnançaises.

## Geografie
Thonnance-lès-Joinville liegt rund 38 Kilometer nördlich der Stadt Chaumont im Norden des Départements Haute-Marne. Die Gemeinde liegt am rechten Ufer  der Marne zwischen den Hügeln Murmont im Süden und La Perche im Norden. Verkehrstechnisch ist die Gemeinde gut erreichbar mit einem Anschluss an der N67 innerhalb der Gemeindegrenze.

## Geschichte
Erstmalige Erwähnung findet der Ort als Tonancia in der Urkundensammlung von Warin im Jahr 863. Nach den Aussagen des Adligen Simon de Joinville war der Ort damals Besitz des Bischofs von Châlons. Thonnance-lès-Joinville gehört historisch zur Bailliage de Chaumont innerhalb der Provinz Champagne. Der Ort gehörte von 1793 bis 1801 zum District Joinville. Zudem von 1793 bis 1801 zum Kanton Curel und seit 1801 zum Kanton Joinville. Die Gemeinde war 1801 bis 1926 und 1940 bis 1943 dem Arrondissement Wassy und 1926 bis 1940 dem Arrondissement Chaumont zugeteilt. Seit 1943 gehört sie zum Arrondissement Saint-Dizier.

## Bevölkerungsentwicklung
| Jahr                       | 1962 | 1968 | 1975 | 1982 | 1990 | 1999 | 2006 | 2019 |
| -------------------------- | ---- | ---- | ---- | ---- | ---- | ---- | ---- | ---- |
| Einwohner                  | 1004 | 949  | 862  | 865  | 922  | 858  | 831  | 682  |
| Quellen: Cassini und INSEE |      |      |      |      |      |      |      |      |

## Sehenswürdigkeiten
- Kirche Saint-Didier aus dem 18. Jahrhundert
- Les jardins de mon Moulin (Englischer Garten, Wassergarten, mittelalterlicher Garten und ein Süßgräser-Garten)
- Denkmal für die Gefallenen[1]
- zwei Lavoirs (Waschhäuser)
- ein Wegkreuz im Nordwesten der Gemeinde